# 소마촌 (아오모리현)
소마촌(일본어: 相馬村 소마무라[*])은 아오모리현 나카쓰가루군에 설치되었던 촌이다. 2006년 2월 27일, 이와키정과 같이 히로사키시로 합병되면서 같은날 폐지되었다.

## 연혁
- 1889년 4월 1일 - 촌제를 시행하였다.(유구치, 쿠로타키, 고쇼, 미즈키 재가, 가미스키자와, 사카이치, 후지사와, 소마, 오스케, 아이우치, 사와다의 11촌 합병)
- 2006년 2월 27일 - 히로사키시, 이와키정과 합병해, 새로운 히로사키시가 형성되어 소멸하였다.